# Jiří Hoyer
Jiří Hoyer (Hoÿer, Hoijer) (18. května 1894 Žižkov – 16. října 1974 Praha) byl český a československý tělovýchovný instruktor, sportovní funkcionář, choreograf, fyzioterapeut, kondiční trenér, sportovní novinář, profesionální boxer a mistr bojových umění.

## Sportovní kariéra
Pocházel ze zchudlé šlechtické rodiny původem z Hesenska s predikátem z Rosenfeldu. Jeho otec Fridolín byl průkopník a popularizátor disciplín těžké atletiky v Čechách. Sportu se věnoval od útlého dětství. Narodil se s vysunutou páteří (Scheuermann). Ještě jako žák první reálky měřil 128 cm. Díky Hoyerově fyzioterapické metodě a pravidelnému cvičení se jeho tělesnou vadu podařilo napravit.
Aktivně se věnoval lehké atletice – ve 14 letech skákal do dálky z místa 3 metry a s rozběhem měl osobák 568 cm, věnoval se šermu, zápasu řecko-římskému, ale nejvíce si oblíbil boxing, který začal s otcem v Čechách propagovat od roku 1911. S boxingem však začínal dříve okolo roku 1906, kdy jeho otec složitě sehnal boxerský míč na gumách a rukavice. Získat tyto věci na počátku dvacátého století nebylo v Čechách jednoduché. Ve velkém vyráběla rukavice americká firma Spalding a britská firma Williams – do Čech se nedistribuovali. Rukavice byli výhradně čtyřuncové a používaly se tvrdé bandáže. První zápasy v Čechách nereguloval sportovní svaz, ale policejního ředitelství. Policejní ředitelství nutilo v počátcích (cca 1910) boxovat podobným stylem jak tomu bylo u sportovního šermu, disciplíny fleret – tedy soupeř se směl zasahovat pouze do trupu. V žádném případě se nesmělo bojovat na blízko u těla tzv. fightovat jako při hospodské rvačce.
První exhibiční zápas absolvoval v roce 1909 s Ivanem Balejem na malé sokolské veselici U zeleného stromu na Olšanech. V červnu 1911 absolvoval jeden ze svých prvních oficiálních boxerských zápasů proti Emanu Hervertovi na Karlínském národním memoriálu. V Čechách však neměl možnost jak se v boxingu dále rozvíjet, proto využil možnost odjet do Berlína na pozvání přítele jeho otce Waldemara Sanda. V Berlíně se od roku 1912 umožnil boxerský výcvik v armádě. Do té doby mohli boxovat pouze se svolením policie členové schválených klubů a jejich hostů. Boxing trénoval v armádním výcvikovém středisku Alexander-Regiment, v klubu 1. Deutscher Offiziers-Box-Club a tělovýchovu v berlínské sportovní akademii patřící Waldemaru Sandovy.
Po návratu z Berlína domů se v červnu 1912 účastnil mezinárodního turnaje na Letné nazvaného mistrovství střední Evropy. Turnaj byl vypsán pro profesionály a amatéry. Soutěže profesionálů se účastnilo 6 boxerů, všechno cizinci a vítězem se stal britský Jamajčan Frank Crozier. Amatérské soutěže se účastnili vesměs žáci Hoyerovy boxerské školy. Tuto soutěž bez zaváhání vyhrál a po zbytek kariéry se honosil titulem mistra střední Evropy.
V roce 1913 přestoupil mezi profesionály a vyzval k souboji zápasníka/boxera tmavé pleti Toma Morengu-Bonaparta, který v zemích Rakouska-Uherska působil jako chovatel exotické zvěře pro cirkusy. Jeho cílem bylo postupně (2–3 roky) se vypracovat evropským žebříčkem k promocím ve Spojených státech. Na zápas s Morengou 2. srpna se připravoval denně se svým otcem na Podolské plovárně – jeho otec byl na Podolské plovárně zaměstnán jako cvičitel a organizátor her. Zápas na 15 kol skončil nerozhodným výsledkem. Odvetný zápas 8. září na 25 kol nad Morengou vyhrál, když byl jeho soupeř za opakované údery pod pás ve 4. kole diskvalifikován.
V únoru 1914 utrpěl první porážku v profiringu, když nečekaně prohrál s vycházející hvězdou českého boxingu Aloisem Žáčkem. Na zápas přišlo 200 platících diváků. Fridolína Hoyera stál pronájem sálu 20 Kč, 40 Kč stála reklama na zápas, bez daně ze zábavy, policejní hlídka a hasič. Všeho všudy bylo prize money na 10 Kč pro oba boxery. Na podzim byl odveden do války. Působil u horského dělostřeleckého pluku v italském Brixenu. Válka mu vzala ambice na profesionální kariéru. Po návratu z války se aktivně boxingu věnoval jen krátce. Jeden ze svých posledních exhibičních zápasů v ringu absolvoval v dubnu 1922 proti Willymu Hofreiterovi.

### Výsledky zápasů
| Profesionální zápasy v boxingu | Profesionální zápasy v boxingu | Profesionální zápasy v boxingu | Profesionální zápasy v boxingu | Profesionální zápasy v boxingu | Profesionální zápasy v boxingu | Profesionální zápasy v boxingu |
| Výsledek                       | Bilance                        | Soupeř                         | Výsledek                       | Datum                          | Promoce                        | Místo                          |
| ------------------------------ | ------------------------------ | ------------------------------ | ------------------------------ | ------------------------------ | ------------------------------ | ------------------------------ |
| prohra                         |                                | Heřman Czirolnik (TCH)         | K.O. (3. kolo)                 | 15. března 1920                |                                | Palác Žofín, Praha             |
| prohra                         |                                | Alois Žáček (BOH)              | K.O. (11. kolo)                | 28. února 1914                 |                                | hotel Adria, Praha             |
| vítězství                      |                                | Tom Morenga-Bonaparte (GER)    | DQ (4. kolo)                   | 8. září 1913                   |                                | Palác Žofín, Praha             |
| remíza                         |                                | Tom Morenga-Bonaparte (GER)    | (15. kol)                      | 2. srpna 1913                  |                                | Palác Žofín, Praha             |

## Trenérská a funkcionářská práce
Trenérské práci se věnoval v otcově sportovní akademii (dnešními slovy fitcentrum) prakticky od jejího vzniku v roce 1908. Učil se sledováním svého otce při práce. Ten ho nechal nabité poznatky prakticky hned zkoušet v praxi. Za to musel dělat v tělocvičně posluhu. Každé ráno před školou musel tělocvičnu uklidit, vše osmýčit, uložit činky, zamést a potom naplnit Heimovky (kamna na koks), vymést popel. Často používal výraz první učitel boxu v Čechách. Jeho otec Fridolín Hoyer se více věnoval fyzioterapii, posilování s činkami a tvarování těla. V roce 1919 byl v Hoyerově boxerské škole v přízemí hotelu Zlatá Husa na Václavském náměstí postaven první stály ring v Praze.
Jeho celoživotním posláním bylo vyvracet lidem tvrzení o boxu jako o surovém, násilnickém sportu. V tisku mu pravidelně vycházely články na téma box a jeho pozitivní dopady na mužskou psychiku.
Jako sportovním funkcionář se angažoval v amatérském i profesionálním ringu. Snažil se propagovat boxing do dalších měst pořádáním boxerských večerů. Například v Brně byl dlouhodobý problém v propagaci boxu kvůli policii, která kvůli několika úmrtím v ringu zápasy neodborně regulovala či zakazovala ještě v roce 1925. Typickým prvkem bylo předepisování velikosti rukavic, které nikdo nevyráběl a nevlastnil.
Od května 1922 zavedl Vysokoškolský sport boxerské kurzy, jejichž se stal garantem. Boxing se však nikdy v Československu nestal klasickým univerzitním sportem na rozdíl například od karate.

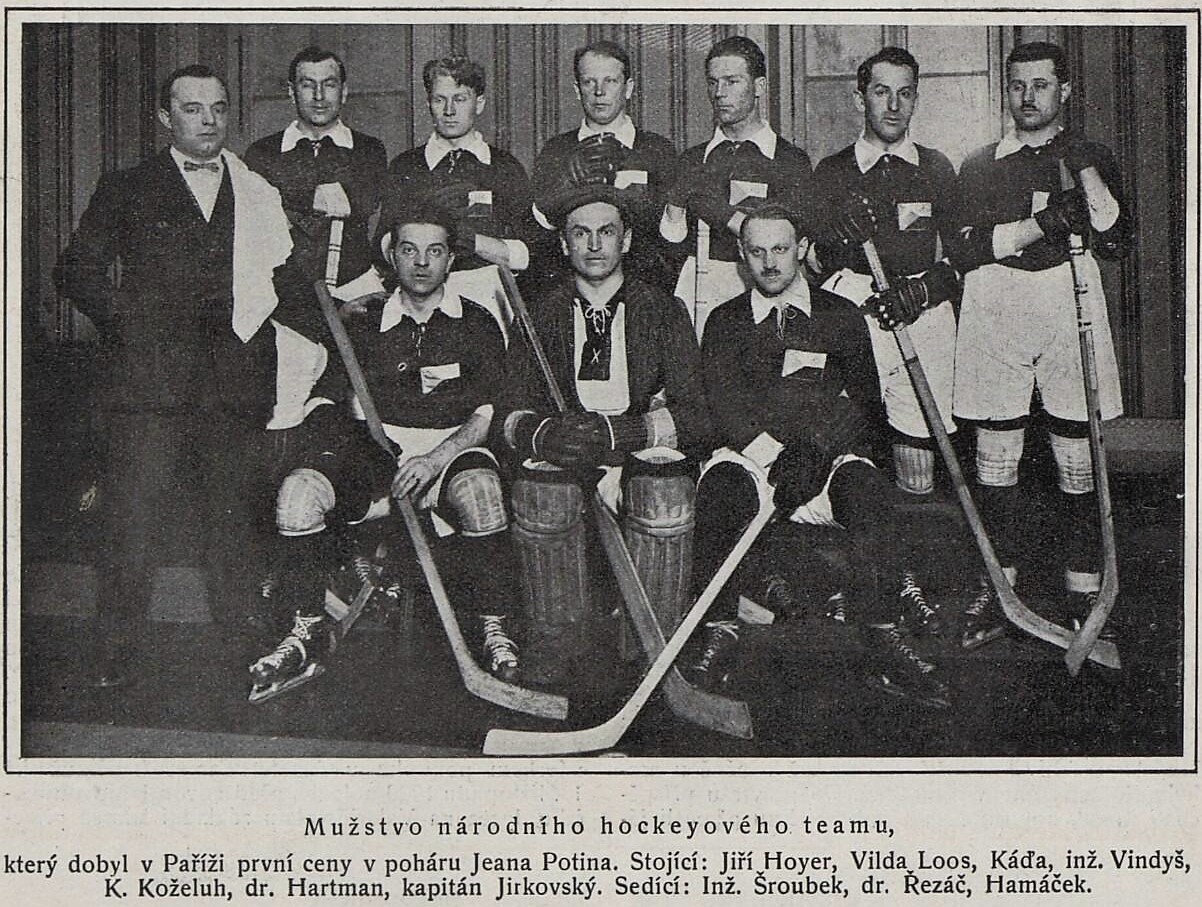
Jiří Hoyer jako fyzioterapeut národního týmu v roce 1923.

Své znalosti v oblasti anatomie lidského těla využíval v dalších sportech. Jako fyzioterapeut se účastnil několika zahraničních utkání s hokejisty, fotbalisty apod. Známá je jeho fotografie s československou reprezentací v ledním hokeji na Jean Potin Cupu v Paříži v roce 1923.
Věnoval se organizaci boxerských večerů v Praze na Žofíně nebo v Lucerně. Po odchodu Joe Jahelky do Spojených států na podzim 1923 zůstal na tuto práci sám. V lednu 1924 založil boxerskou společnost pro pořádání profi turnajů s berlínským promotérem Rolfem Jägrem. K pořádání velkých, ziskových turnajů však neměla Praha prostory. Do Lucerny se vešlo maximálně 2000 platících diváků a ti hvězdy evropského profesionálního ringu nezaplatili.
Jeho mediálně nejznámějším zápasem bylo utkání pražského boxera Franka Roseho s britským Barbadosanem Rocky Knightem. Tip na tohoto boxera tmavé pleti mu dal bezpochyby Heřman Czirolnik, který ho znal ze svého několikaměsíčního působení v Londýně. Zápas dokázal obecenstvu nabídnout (prodat) a zvláště se zapsat do historie českých živých sportovních přenosů. Dne 2. srpna ve spolupráci s hlasatelem Radiožurnálu Adolfem Dobrovolným vysílal střetnutí Roseho a Knighta živě. Původní záměr, že Hoyer bude co chvíli volat telefonem aktuální stav Dobrovolnému a ten následně zápisky číst do éteru se zvrhnul k přímému komentování. Hoyer zavolal Dobrovolnému a ten přímo do éteru tlumočil co mu Hoyer povídal.
Jeho spolupráce s Radiožurnálem probíhala i v dalších letech. Na podzim 1925 mu obden v 19 h běžel 10minutový radiokurs tělesné kultury. V programu rozebíral nejen cvičební metody, ale taky zdravé stravování, diety, využití výživových doplňků ve sportu apod.
V jeho boxerské škole vyrostla celá řada výborných boxerů. V roce 1928 startoval jeho svěřenec Tomáš Poetsch na olympijských hrách v Amsterdamu. V daném roce byl šéftrenérem reprezentace a umožňoval její trénink ve svém ringu. Na olympijské hry však necestoval kvůli malému finančnímu rozpočtu reprezentace.
V roce 1930 byl UBP schválen jeho návrh na způsob utkání profesionálů bez rozhodnutí po vzoru USA. Pokud zápas nebyl ukončen knockoutem po 4. kole byl prohlášen remízou. V tomto případě oba aktéři duelu dostali 80% z prize money (oba po 40%) a zbylých 20% připadlo pořadateli (promotérovi). Pokud však jeden z boxerů zvítězil knockoutem, dostal 60%, poražený 40% a promotér nebral nic.
Jedna z mnoha jeho profesních činností byla choreografie akčních scén u filmového průmyslu.
V dubnu oslavil s otcem 25 let od založení vlastní sportovní školy. Hoyerova škola pro tělesnou výchovu a sport bylo československým unikátem. Jako jediná v republice vlastnila úřední licenci tělocvičné školy.
V době vrcholné popularity profesionálního boxingu v Československu let třicátých patřil k jeho nejznámějším svěřencům Kurt Starý nebo Valda Novotný potom co odešel od manažera Vladimíra Hrubana. Ze zahraničních boxerů spolupracoval například s Harry Steinem. Byl zárukovou určité serióznosti boxerských podniků. Již nebylo možné v Praze prodat neznámého boxera s množstvím smyšlených titulů, protože Jiří Hoyer zvednul telefon a měl komu zavolat a informace si ověřit.
V roce 1936 převzal vedení sportovní školy po svém otci Fridolínovi, který odešel do penze (zemřel 1947).
Jako boxerský trenér a metodik viděl největší slabinu československých boxerů v obraně. Hlavní vinu podle něho nesli trenéři s malým uměním učitelským, kteří z dobrého materiálu vychovají primitivního rváče se žalostně malým výběrem útoků, obran a strategie ovládání ringového terénu. Trénink špičkového boxera přirovnával k výcviku špičkového vojáka, který musí zvládat útočit i bránit, a také strategicky ovládat terén bitevního pole. Toto myšlení mu po druhé světové valce otevřelo dveře do armádní tělovýchovy. Před druhou světovou válkou neměl boxing velkou podporu u československé armády. Zvláště pro amatérský boxing to byla velká ztráta. Snažil se o zapojení boxingu do osnov armádní tělovýchovy zhruba od roku 1924.
V roce 1948 získal svým způsobem lukrativní armádní zakázku na boxerský výcvik vojáků, kteří k němu docházeli třikrát týdně do fitka na Václavském náměstí č. 7. V ATK jeho rukama prošli špičkoví reprezentanti Otakar Rademacher, Oldřich Koudela, nebo Zdeněk Cipro. Z pozdějších známých trenérů František Capl nebo Josef Malík. V armádě působil do roku 1953, kdy přešel jako pedagog na nově vzniklou fakultu fakultu tělesné výchovy a sportu.
V roce 1956 odešel do penze, ale nadále působil jako trenér ve své tělocvičně (studiu), která byla po roce 1948 znárodněna. Jmenovala se I. Hoyerovo učiliště tělovýchovy a sportu. Patřilo pod správu Lázeňských a rekreačních služeb hlavního města Prahy. V šedesátých let přešla tělocvička pod správu ČSTV a od února 1966 nesla název Tělovýchovná jednota Zdraví s jedním odborem ZRTV jehož předsedou byl Milan Kudr – změnu názvu na TJ Hoyer se jim až do konce Hoyerova života nepodařilo prosadit. V roce 1968 měla TJ Zdraví členskou základnu 648 mužů a 421 žen s průměrným věkem 45 let a 85% z nich předtím aktivně nesportovalo – to byl vysoký nadprůměr proti ostatním TJ. Malou nevýhodou byla velikost tělocvičny, kvůli které se nemohli věnovat cvičení dětí. V roce 1967 stála měsíční permanentka do jeho studia na Václavkém náměstí v přízemí hotelu Zlatá Husa 20 Kčs – na svou dobu vysoká částka. Milan Kudr viděl za Hoyerovým úspěchem dvě věci. Zavedl do svého cvičení pevný systém, založený na správném dýchání a procvičení celého těla a důsledně jej dodržoval. Druhým faktorem bylo, že přijímal do cvičení jen ty, kdo o jeho cvičení měli opravdový zájem – selfíčkaře nebral.
V roce 1974 oslavil v květnu 80. narozeniny, ale půl roku na to v říjnu zemřel. Je pohřben s otcem na Vinohradském hřbitově. Údržbu jejich hrobu adoptoval v roce 2015 Český svaz vzpírání.

## Umělecká činnost v divadle a ve filmu
V září 1912 ho pozval na večírek v Obecním domě (tehdy Reprezentační dům) malíř Kamil Vladislav Muttich aby zazpíval anglické a americké písničky a zatančil step-dance. Na klavír ho doprovázel Jiří Červený. Po skončení vystoupení dostal od Červeného nabídku vystupovat v jeho kabaretu Červená sedma. Spolupráce s Červeným však netrvala dlouho. V roce 1957 uvedl, že ho Červený letos po 45 letech požádal, aby vystoupil na besedě o zaniklém kabaretu Červená sedma – zanikl počátkem dvacátých let dvacátého století.
S filmem spolupracoval jako choreograf bojových scén. Zahrál si také v několika filmech ve vedlejších rolích. Poprvé se měl před kamerou objevit již v roce 1914 ve filmu Zamilovaná tchyně. Známá je jeho role detektiva Nicka Cartera ve filmu Tři vejce do skla (1937). Naposledy hrál hostinského v Gaillonu ve filmu Dědeček automobil z roku 1956.

## Publikace
- Brožůra SK Slavia Praha: Instruktor lehké atletiky – O masáži lehkoatletické a o masáži vůbec, 1925
- Rohování, Brno : Nakladatelství Moravských novin 1926 (1. vydání), 1933 (2. vydání)

## Výroky a fráze
| „                                        | Chci jenom říci, že boxing ve své přípravě, tréninku, nacvičování má téměř všechny prvky cviků všech sportů. | “ |
| — Za svobodné Československo, 8. 8. 1945 | |   |

| „                        | Za profesionalismus netřeba se styděti, nýbrž za to, když se tajně pobírá plat, tedy bez nutnosti hlásiti se mezi profesionály. | “ |
| — Svět práce, 9. 8. 1945 | |   |

| „                                  | Většina lidí při cvičení neumí dýchat. A dech dělá polovinu výsledku. Tělo má při cvičení přece docela jiný režim. Polovina nemocí může být správným dechem – vydýchána | “ |
| — Československý voják, 3. 5. 1965 | |   |

| „                                  | Kulturistika? Pokud vychází z touhy po dokonalém těle, nemůže proti ní přece nikdo nic mít. Většina zaměstnání člověka deformuje. Ale svaly když už si je děláme, musí být připraveny vydávat sílu. Snášet námahu. Kulturistika je zatím nejkrásnější způsob cesty k tělesnému rozvoji. Jen její název se mi nelíbí. Je to špatný překlad anglického culture physique – tělesná zdatnost. A k tomu mi kulturistika nesedí. | “ |
| — Československý voják, 3. 5. 1965 | |   |

Hoyerovo desatero:
1. Probuď se a – protáhni se.
2. Nalaď tvář a oči k úsměvu.
3. Vypij sklenici studené vody na lačný žaludek.
4. Zacvič si trochu každý den. Několik předklonů a dřepů zrána stačí.
5. Osprchuj se teplou, potom však ještě studenou vodou.
6. Nejez příliš mnoho, zvláště ne večer.
7. Odmítej spěch. (Festina lente!)
8. Do práce jdi kus cesty pěšky.
9. Nezlob se, zvláště ne při práci.
10. Odpočiň si před večeří asi půl hodiny a nepracuj večer.